# Би-любопытство
Би-любопытство или би-любознательность (англ. bi-curious) — явление, при котором люди гетеросексуальной или гомосексуальной ориентации проявляют некоторое любопытство к сексуальной активности с человеком того пола, к которому их не влечёт, при этом не определяя себя как бисексуала.
Этот термин иногда используется для описания широкого спектра сексуальной ориентации между гетеросексуальностью и бисексуальностью.
Термины гетерофлексибильность и гомофлексибильность также применяются к би-любопытству, хотя некоторые авторы отличают гетерогибкость (или гомогибкость) как отсутствие «желания экспериментировать с сексуальностью», подразумеваемого ярлыком би-любопытства.
Термин «би-любопытство» подразумевает, что у индивидуума отсутствует либо ограничен гомосексуальный опыт — в случае гетеросексуальных людей, либо отсутствует или ограничен гетеросексуальный опыт — в случае гомосексуальных людей; однако они могут продолжать самоопределяться как би-любопытные, если не ощущают, что адекватно исследовали эти чувства, или если не хотят идентифицировать себя как бисексуалов.